# Arthur Winfree
Arthur Taylor Winfree (São Petersburgo, Flórida, 15 de maio de 1942 – Tucson, Arizona, 5 de novembro de 2002) foi um biomatemático estadunidense.
Estudou engenharia física na Universidade Cornell, obtendo o bacharelado em 1965, e depois biologia na Universidade de Princeton, onde obteve um doutorado em 1970. A partir de 1969 foi professor assistente na Universidade de Chicago, a partir de 1972 professor associado de biologia na Universidade Purdue, onde foi em 1979 professor. A partir de 1986 foi professor de ecologia e biologia evolutiva na Universidade do Arizona, a partir de 1989 como Regents Professor. Recebeu o Prêmio Norbert Wiener de Matemática Aplicada de 2000.

## Obras
- Sudden cardiatic death – a problem in topology?, Scientific American Mai 1983
- Geometry of Biological Time, Springer 1980, 2. Auflage 2001
- When time breaks down: the three dimensional Dynamics of Electrochemical Waves and Cardiac Arrythmias, Princeton University Press 1987
- Biologische Uhren – Zeitstrukturen des Lebendigen, Spektrum Verlag 1988 (englisches Original: Timing of biological clocks, Scientific American Library, Freeman, 1987)